# Wilhelm Poeck
Wilhelm Poeck (ur. 29 grudnia 1866 w Moisburgu, zm. 7 lipca 1933 w Blumenau) – niemiecki pisarz.

## Życiorys
Studiował: filozofię, literaturę oraz filologię nowożytną. Po studiach podjął pracę w urzędzie celnym w Hamburgu. Porzucił tę pracę w 1908 na rzecz podróży, podczas których pisał. Przez pewien czas mieszkał w swej posiadłości w Asconie (Szwajcaria). Następnie przeniósł się do zamku Inzig (okolice Innsbrucka). Wyjechał do Brazylii, gdzie osiedlił się w Blumenau (stan Santa Catarina).

## Dzieła
Wybrane utwory:

- Schicksale, 1901, nowela,
- Grenzer, 1912, powieść w nurcie Ostmarkenliteratur,
- Er Malt - sie schriftstellert, 1913, powieść,
- Trina Groots Vermächtnis, 1916, powieść,
- Flint u. Genossen, 1917, powieść,
- Der Kampf um die Heimat, 1918, powieść,
- Hauschilds in Paris, 1919, powieść,
- Die gestohlene Fregatte, 1920, powieść,
- Robinsonland, 1921, powieść,
- Der Freibeuter des Königs, 1926, opowiadanie,
- Rungholtmenschen, 1927, powieść[1].